# Военно-дипломатическая академия

Военная академия (бывшая Военно-дипломатическая академия) Министерства обороны Российской Федерации — военное учебное заведение, специализирующееся на подготовке военных дипломатов (сотрудников военных атташатов) и сотрудников военной разведки. В/ч 22177. Сленговое название — «Консерватория».

## История
Была создана в годы Великой Отечественной войны, когда изменившаяся международная обстановка потребовала расширения военно-дипломатических связей и разведывательной деятельности.
Академия была сформирована на базе Высшей дипломатической школы, Высшей разведывательной школы, Института восточных культур и ряда других военных и гражданских высших учебных заведений.
Три первых начальника Военно-дипломатической академии являлись выпускниками Восточного факультета Военной академии РККА имени М. В. Фрунзе.
Во время Великой Отечественной войны восточный факультет Академии, кроме японского и китайского, имел ещё арабское, турецкое, персидское, индийское и афганское отделения. Западный факультет, кроме английского, немецкого и французского, ещё норвежское, шведское, финское, голландское, итальянское и т. д. отделения. Имелся также военно-морской факультет, имевший отделения всех омываемых морями и океанами держав. Военно-воздушный факультет затем был временно преобразован в парашютно-десантную группу.

В СССР Академия изначально именовалась Военная академия Советской Армии (ВАСА).
Однако уже в 1965 году высшими должностными лицами (например, А. А. Епишевым) именовалась Военно-дипломатическая академия Советской Армии.
В Российской Федерации до 27 сентября 2011 года именовалась государственное военное образовательное учреждение высшего профессионального образования «Военно-дипломатическая академия». После 27 сентября 2011 года — федеральное государственное казённое военное образовательное учреждение высшего профессионального образования «Военная академия Министерства обороны Российской Федерации».
С мая 2010 по 5 февраля 2014 года в состав академии на правах обособленного подразделения входил филиал Военно-космической академии имени А. Ф. Можайского в Череповце.

## Структура

### Руководство
Начальник Академии в воинском звании генерал-полковника (адмирала), формально занимая должность заместителя начальника ГРУ, имеет четырёх заместителей в ранге генерал-лейтенантов: первого заместителя и заместителей по работе с личным составом, материально-технической и учебной и научной работе.

### Факультеты
- 1-й факультет — осуществляет подготовку офицеров для работы за рубежом, в качестве разведчиков под дипломатическим прикрытием («пиджаков», на сленге разведчиков) и разведчиков-нелегалов.
- 2-й факультет — «агентурно-оперативной разведки». Готовит работников военных атташатов.
- 3-й факультет — «оперативно-тактической разведки». Готовит офицеров оперативно-тактической разведки, которые распределяются в штабы военных округов.
- Специальный факультет — для военнослужащих «армий дружественных стран». Имеет три направления, соответствующих первым трем факультетам.
- При Академии действуют также факультет иностранных языков, адъюнктура и Высшие академические курсы.

## Результативность
Ежегодно Академию заканчивают около 200 слушателей.

## Начальники
- Шалин М. А. (01.1946—01.1949), генерал-лейтенант;
- Славин Н. В. (01.1949—1953), генерал-лейтенант;
- Кочетков М. А. (06.1954—08.1957), генерал-лейтенант;
- Петрушевский А. В. (08.1957—03.1959), генерал-полковник;
- Хлопов В. Е. (03.1959—06.1967), генерал-лейтенант танковых войск;
- Бекренев Л. К (06.1967—10.1973), адмирал;
- Толоконников Л. С. (10.1973—1975), генерал-полковник;
- Павлов А. Г. (1975—1978), генерал-полковник;
- Мещеряков В. И. (1978—1988), генерал-полковник;
- Кузьмин Л. Т. (1988—1992), адмирал;
- Иванов В. А. (1992—1999), генерал-полковник;
- Ткачёв В. С. (1999—2000), адмирал;
- Колесник Н. Х., генерал-полковник;
- Кузьмичёв В. Д. (2011—?), генерал-полковник;
- Молчанов Г. В. (с 06.05.2016)